# 瓦戈納 (亞利桑那州)
瓦戈納（英語：Wagoner）是位於美國亞利桑那州亞瓦派縣的一個非建制地區。該地的面積和人口皆未知。

## 地理
瓦戈納的座標為34°12′49″N 112°32′09″W / 34.21361°N 112.53583°W，而該地的平均海拔高度為1031米（即3383英尺）。